# Young Americans (1967)
Young Americans ist ein US-amerikanischer Dokumentarfilm aus dem Jahr 1967.

## Handlung
The Young Americans ist eine 1962 von Milton C. Anderson gegründete Gesangs- und Tanzgruppe. In Kalifornien wählte Anderson 36 junge Talente aus, die die Zustimmung ihrer Eltern hatten, im Falle ihrer Auswahl teilzunehmen. Anderson musste die Teilnehmer unter hunderten von Bewerbern aussuchen.
Eine der abgelehnten Bewerberinnen ist Judy Thomas. Anderson ermutigt sie, Tanzunterricht zu nehmen. Währenddessen unterziehen sich die Teilnehmer harten und ausgedehnten Proben und Übungen. Bei ihren Busreisen und in ihren Unterkünften kommt es zwischen den jungen Leuten zu Romanzen.
Neben Auftritten in Großstädten treten die jungen Leute auch in einem Gefängnis in Menard, Illinois auf. Im Algonquin Hotel in New York kostümieren sie sich und imitieren Showgrößen. In Washington stößt Judy Thomas zur Gruppe. Sie hat nicht nur Tanzunterricht genommen, sie hat auch einen Song für die Gruppe geschrieben. Sie lässt den Song The Road Ahead auf den Stufen des Jefferson Memorial vortragen. Die Gruppe akzeptiert Judy. Die nächste Aufführung soll in Europa stattfinden.

## Kritik
Vincent Canby von der New York Times schrieb, obwohl der Film eine Dokumentation ist, die während einer Tournee aufgenommen wurde, sei das Meiste so sorgsam inszeniert, als sei es in einem Studio gedreht worden. Jedoch sei der Film für jeden, der Interesse an amerikanischen Märchen hat, ein Muss.
Die katholische Bischofskonferenz der USA (United States Conference of Catholic Bishops) befand, das Filmmaterial werde in eine sympathische Geschichte gemischt.

## Auszeichnungen
1969 wurde der Film in der Kategorie Bester Dokumentarfilm für den Oscar nominiert. Er wurde zuerst als Gewinner präsentiert, doch wegen eines Formfehlers (der Film wurde schon 1967 in einer kleinen Vorpremiere gezeigt) musste Produzent und Regisseur Grasshoff seine Oscarstatue zurückgeben. Der Film Journey Into Self wurde stattdessen zum Gewinner gekürt.

## Hintergrund
Die Premiere des Films fand im Oktober 1967 statt.